# 圣安东尼奥站 (加利福尼亚州)
圣安东尼奥站（英語：San Antonio station）位于美国加利福尼亚州山景城，是加州列车（Caltrain）的车站之一。该站为旧金山、圣马刁县和圣克拉拉县的通勤者提供服务。